# Rettoscopio
```

```

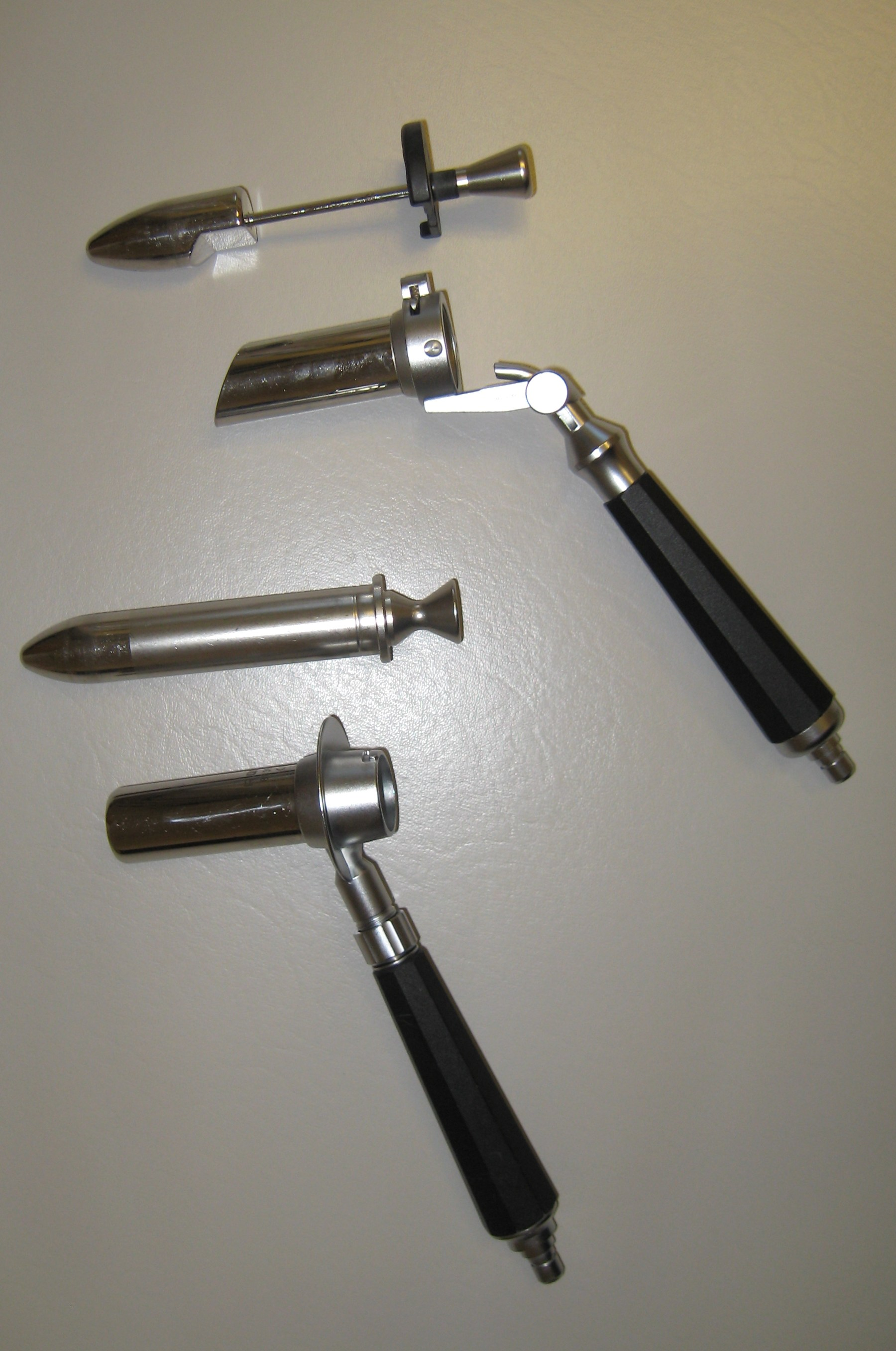
Due rettoscopi.

Il rettoscopio è uno strumento costituito essenzialmente da un tubo rigido oppure flessibile utilizzato nella proctoscopia o rettoscopia

## Caratteristiche tecniche
Lo strumento è di lunghezza variabile, generalmente intorno ai 25–30 cm circa, e di diametro di 25-30mm. Lo strumento è realizzato in plastica (in passato in metallo).
Nello strumento è contenuto un sistema ottico che permette l'illuminazione e di conseguenza l'osservazione dell'intestino. L'estremità anteriore del dispositivo è chiusa dall'otturatore, vale a dire da un cono, collocato all'apice di una barra metallica. Questa barra può essere inserita o rimossa dal rettoscopio grazie all'orifizio che è collocato all'altra estremità del rettoscopio, quella posteriore. Una sorta di tappo contenente una lente di ingrandimento, utilizzata per agevolare l'osservazione del lume intestinale, chiude l'estremità posteriore del rettoscopio.
In corrispondenza dell'estremo posteriore dello strumento vi è il collegamento di uno stantuffo di gomma attraverso il quale l'operatore può insufflare aria nel retto, distendendo maggiormente le pareti dell'intestino ed agevolandone l'osservazione.
Tutti i rettoscopi sono concepiti in modo che, una volta rimosso l'otturatore, attraverso il lume del dispositivo sia possibile eseguire l'introduzione di strumenti che consentono di eseguire il prelievo di frammenti di tessuto (biopsie), ad esempio di mucosa intestinale, polipi intestinali od altre aree 'sospette' per displasia. Sempre con questa modalità è possibile eseguire l'esecuzione di piccoli interventi chirurgici, come ad esempio l'asportazione di polipi.

## Novità tecnologiche
I rettoscopi di ultima generazione sono concepiti in modo che ad essi possa essere collegata una cosiddetta testa illuminazione per illuminare alla perfezione i rettoscopi stessi, ma anche gli anoscopi ed i proctoscopi. Il collegamento alla fonte di luce generalmente avviene attraverso un cavo a fibre ottiche od un sistema di illuminazione a LED.

## Rettoscopi flessibili
Negli ultimi anni accanto ai rettoscopi rigidi in plastica o metallo hanno fatto la comparsa i cosiddetti rettoscopi flessibili. Questi ultimi, sebbene decisamente più costosi, sembrano essere meglio tollerati dai pazienti. Questi dispositivi uniscono i vantaggi dell'endoscopia flessibile alla eventualità di impiego in rettoscopia. La lunghezza utile viene mantenuta contenuta (intorno ai 40 cm) avendo come obiettivo una migliore maneggevolezza. Il dispositivo ottico può essere invertito nella osservazione fino a 200° ed oltre. Ciò amplia notevolmente l'ambito di visuale: l'osservazione anterograda e retrograda aumenta così le possibilità di diagnosi e terapia.

## Igiene della strumentazione
I rettoscopi in plastica sono attualmente strumenti monouso e vanno pertanto gettati al termine del loro utilizzo con il paziente.
Al contrario i rettoscopi flessibili, anche per i costi decisamente più elevati, sono strumenti riutilizzabili, i cui materiali di costruzione, per le caratteristiche intrinseche e la loro qualità, consentono un ricondizionamento con tecniche adatte. In altre parole dopo una adeguata sanificazione e sterilizzazione lo strumento può essere riutilizzato mantenendo la sua funzionalità originaria.